# Hełmówka torfowcowa

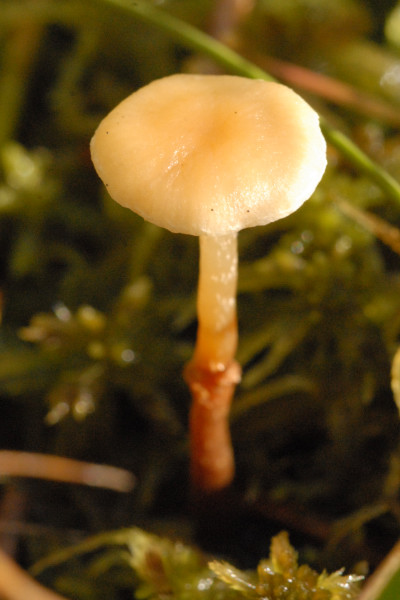

Hełmówka torfowcowa (Galerina sphagnorum (Pers.) Kühner) – gatunek grzybów należący do rodziny podziemniczkowatych (Hymenogastraceae).

## Systematyka i nazewnictwo
Pozycja w klasyfikacji według Index Fungorum: Galerina, Hymenogastraceae, Agaricales, Agaricomycetidae, Agaricomycetes, Agaricomycotina, Basidiomycota, Fungi.
Po raz pierwszy takson ten zdiagnozował w 1801 roku Christiaan Hendrik Persoon, nadając mu nazwę Agaricus hypnorum? sphagnorum. Obecną, uznaną przez Index Fungorum nazwę, nadał mu w 1935 roku Robert Kühner. Synonimy:
- Agaricus hypnorum? sphagnorum Pers. 1801
- Agaricus sphagnorum (Pers.) Lasch 1828
- Conocybe sphagnorum (Pers.) Murril 1912
- Derminus hypni var. sphagnorum (Pers.) J. Schröt. 1889
- Galera hypnorum var. sphagnorum (Pers.) P. Kumm. 1871
- Galera sphagnorum (Pers.) Sacc. 1887
- Galerula sphagnorum (Pers.) Murrill 1917

Nazwę polską zaproponował Władysław Wojewoda w 2003 r.

## Morfologia
Kapelusz
Średnica 1–2,5 cm, u młodych owocników stożkowaty, potem wypukły z garbkiem. Jest higrofaniczny; w stanie wilgotnym gładki, bladożółty do złotobrązowego, w stanie suchy blaknie i staje się dwubarwny. Brzeg u młodych owocników podwinięty z białawymi resztkami osłony, ale wkrótce zanikającymi.
Blaszki
Szeroko lub wąsko przyrośnięte, dość gęste, często z międzyblaszkami. Początkowo białawe do żółtawych, potem od zarodników stają się rdzawobrązowe. Nie zmieniają barwy po uszkodzeniu. U bardzo młodych owocników przysłonięte białą osłoną.
Trzon
Wysokość 5–7,5 cm, grubość 1–2 mm, walcowaty, w stanie suchym gładki lub z kilkoma drobnymi włókienkami, o barwie od białawej do żółtej. U podstawy filcowata, biała grzybnia.
Miąższ
Cienki, brązowawy; niezmieniający barwy po uszkodzeniu.
Wysyp zarodników
Rdzawobrązowy.
Cechy mikroskopowe
Zarodniki 8–10,5 × 5–6 µm; migdałkowate, praktycznie gładkie, w KOH o barwie od żółtawej do brązowawej, amyloidalne. Podstawki 4–sterygmowe. Pleurocystyd brak. Cheilocystydy 35–50 × 7,5–10 µm, cylindryczne do baryłkowatych, z długą szyją i zaokrąglonym wierzchołkiem, gładkie cienkościenne, w KOH hialinowe. W komórkach skórki kapelusza obecne sprzążki.
Gatunki podobne
Jest kilka podobnych gatunków hełmówek występujących wśród mchów. Do ich identyfikacji niezbędne jest badanie cech mikroskopowych. Dla hełmówki torfowcowej charakterystyczne są blade, praktycznie gładkie zarodniki, brak pleurocystyd i baryłkowate cheilocystydy bez wybitnie nabrzmiałych końcówek.

## Występowanie i siedlisko
Hełmówka torfowcowa w Europie jest szeroko rozprzestrzeniona. Podano także jej stanowiska w Ameryce Północnej i Japonii. W piśmiennictwie naukowym na terenie Polski podano wiele stanowisk. Nowsze stanowiska podaje także internetowy atlas grzybów. Znajduje się na Czerwonej liście roślin i grzybów Polski. Ma status R – gatunek potencjalnie zagrożony z powodu ograniczonego zasięgu geograficznego i małych obszarów siedliskowych. Znajduje się na listach gatunków zagrożonych także w Austrii, Szwajcarii, Niemczech, Holandii.
Grzyby mszakolubne. Siedlisko: torfowiska, bagna, młaki, bagna, podmokłe polany. Owocniki od maja do listopada.